# Sidusa carinata
Sidusa carinata är en spindelart som beskrevs av Kraus 1955. Sidusa carinata ingår i släktet Sidusa och familjen hoppspindlar. Inga underarter finns listade i Catalogue of Life.